# Anders Ekman
Carl Andreas (Anders) Ekman, född 30 mars 1833 i Viborg, död 1 december 1855 i Düsseldorf, var en finländsk målare. 
Ekman studerade 1849–1852 i Åbo under ledning av sin farbror Robert Wilhelm Ekman, 1853–1854 i Köpenhamn och slutligen i Düsseldorf, där han avled i tuberkulos. Hans begåvning kommer till synes främst i studier och skisser till målningar med historiska motiv (bland annat i Ateneum och Åbo konstmuseum).